# National-Demokraten
National-Demokraten var en svensk tidskrift, som under det tidiga 1930-talet började få nazistisk tendens. Tidskriften var pressorgan för Fosterländska Förbundet.